# Fandom de My Little Pony: A Amizade É Mágica

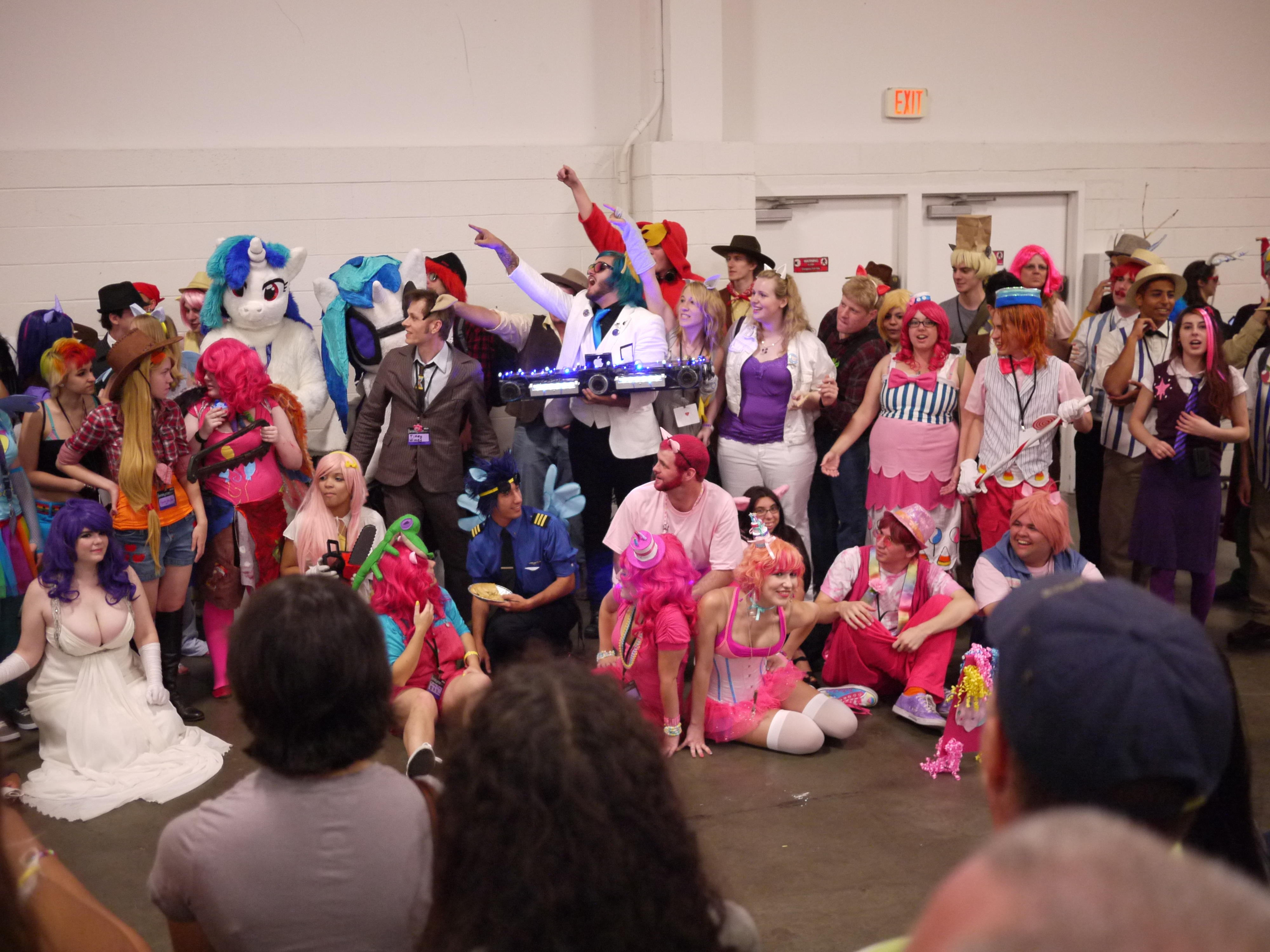
Cosplays de numerosos personagens de My Little Pony: A Amizade é Mágica, na BronyCon apresentado no verão de 2012.

My Little Pony: A Amizade É Mágica é uma série animada de televisão, produzida pela Hasbro como parte da franquia de brinquedos My Little Pony, que está ligada ao lançamento de bonecos e linha de jogos de 2010 e programação original para o canal a cabo Discovery Family (anteriormente The Hub). Lauren Faust foi selecionada como desenvolvedora criativa e produtora executiva da série, com base em sua experiência de animação anterior com séries como The Powerpuff Girls e Foster's Home for Imaginary Friends. Sob a orientação da Hasbro, Faust desenvolveu a série para atrair público alvo de jovens e seus pais, mas criou personagens e configurações que desafiaram normas anteriormente estereotipadas de imagens "femininas" e adicionaram elementos humorísticos de aventura e para manter os pais interessados.
A série recebeu elogios de críticos para televisão e grupos de pais. Também encontrou, imprevisivelmente, uma audiência em um grande grupo de usuários adolescentes e adultos da Internet no final de 2010 e início de 2011, formando uma subcultura. Esses fãs foram atraídos para as personagens, histórias, estilos de animação e influência da propagação da série como um meme.
Embora inicialmente tenha considerado propagado ao conceito humorístico e irônico de pessoas, que gostam de uma série para jovens, a fandom mostrou maior apreciação pela série, muito além desse conceito, e é considerado parte de uma tendência. Os seus membros experientes em tecnologia criaram inúmeras obras de escrita, música, arte e vídeo na base da série, estabeleceram sites e convenções de fãs para série e participaram dos eventos de caridade em torno da série e aqueles que o criaram.
A apreciação da série por uma audiência mais velha veio como uma surpresa para Hasbro, Faust e outros envolvidos com o seu desenvolvimento, mas abraçaram os fãs mais velhos, enquanto se concentram no público alvo do programa. Essa reciprocidade incluiu a participação em convenções de fãs pelos atores e produtores de dublagem da série, o reconhecimento da fandom no material promocional oficial e a incorporação de personagens de fundo foram popularizados pelos fãs (como o nome "Derpy Hooves") em piadas dentro da série. Como resultado desses esforços, My Little Pony: A Amizade é Mágica tornou-se um grande sucesso comercial com a série tornando-se a produção original mais bem classificada historicamente da transmissão de Hub Network.

## Definição
Os fãs ("fandom" em inglês) de My Little Pony: A Amizade É Mágica são chamados de "bronies", nome amálgama em inglês, sem gênero, formados por duas palavras "brother" e "pony" ("irmão" e "pônei" em português). Os fãs femininos são chamados de "pegasisters", formados por palavras "pegasus" e "sister" ("pégaso" e "irmã" em português).

## História
Uma das primeiras críticas de A Amizade é Mágica, publicada pouco depois da transmissão inicial em outubro de 2010, foi escrita por Amid Amidi para o site de animação Cartoon Brew. Amidi escreveu que a série era um sinal de "o fim da era impulsionada pelo criador na animação de TV". 
O ensaio de Amidi expressou preocupação de que, atribuir um talento como Faust a uma série centrada no brinquedo, que fazia parte de uma tendência para o foco em gêneros rentáveis de animação, como brinquedos, para lidar com uma audiência fragmentada e, em geral, "uma admissão de derrota para todo o movimento, um momento de bandeira branca para o setor de animação de TV."
O artigo disse que essa preocupação era sobre o fato de que mais e mais séries parecem ser conduzidas por executivos das empresas que querem vender seus produtos, ao invés de criadores. Embora a série tenha sido discutida no quadro de quadrinhos e desenhos animados do 4chan antes da publicação do ensaio, a natureza alarmista do ensaio levou a mais interesse na série, resultando em uma resposta positiva para a série por sua trama, personagens e estilo de animação.
Esta reação logo se espalhou para as outras placas de 4chan, onde elementos da série rapidamente inspiraram piadas recorrentes e memes no site. Algumas delas incluíam adotar frases da série como "anypony", "everypony" e "nopony", em vez de "anybody" ("qualquer um" em português), "everybody" e "everyone" ("todo mundo" em português) e "nobody" ("ninguém" em português), ou dizendo que eles assistem a série para o "enredo", uma referência aos flancos dos pôneis.
O número de postagens de A Amizade é Mágica chamou a atenção no 4chan. Os fãs da série defenderam contra vários ataques troll de outros posts do 4chan, levando a uma proibição temporária sobre a discussão de qualquer coisa relacionada a pôneis. Mas, logo após, o 4chan disponibilizou desde então um quadro dedicado para discussão da série e sua fandom. Embora a discussão da série tenha continuado no 4chan, os fãs criaram outros locais para discutir isso, e a fandom se espalhou para outros fóruns da internet.